# Băla, Mureș

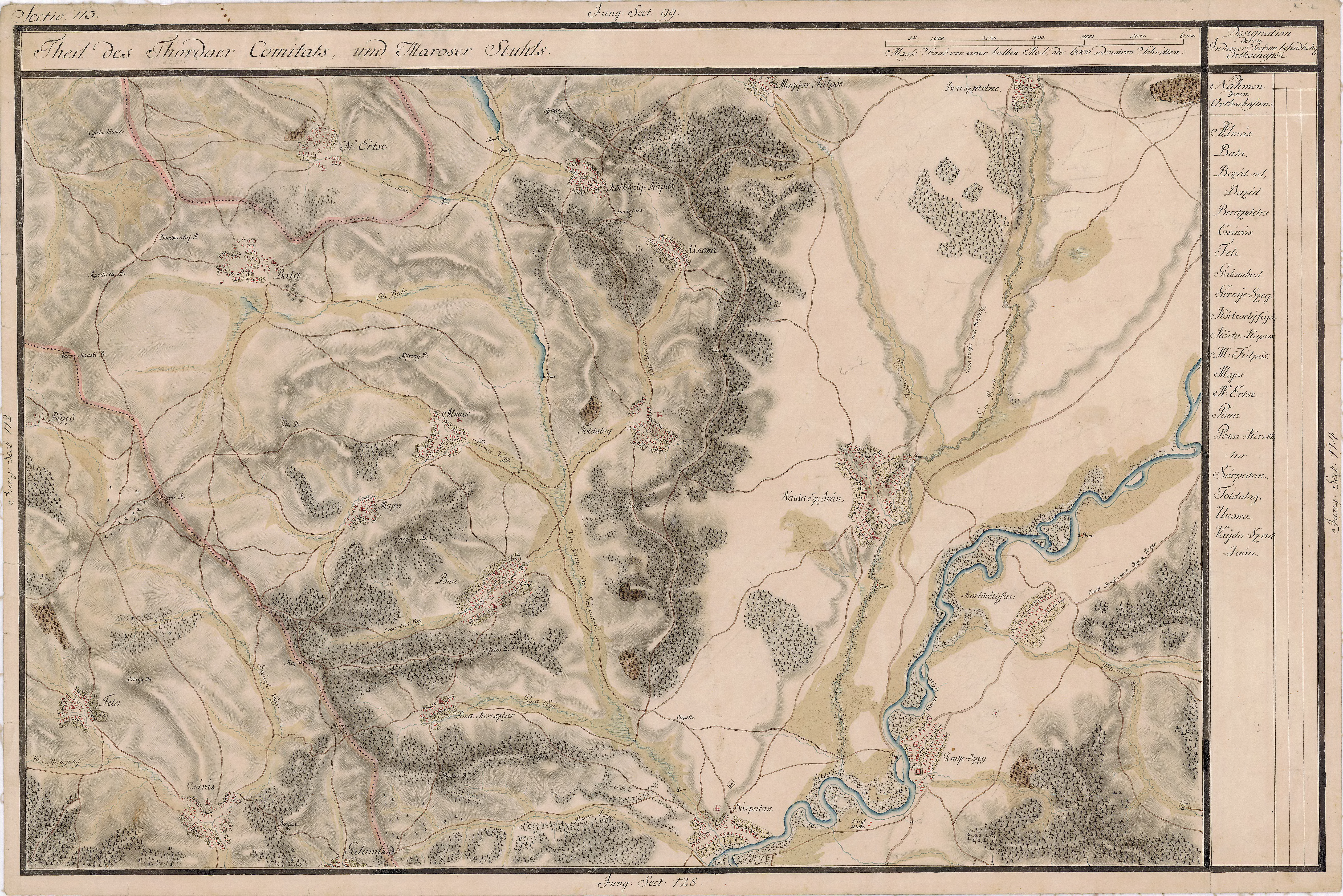
Băla în Harta Iosefină a Transilvaniei, 1769-1773

Băla (în maghiară Bala, în germană Bolla) este satul de reședință al comunei cu același nume din județul Mureș, Transilvania, România.

## Istoric
Satul Băla este atestat documentar în anul 1327 cu numele Bala.

## Localizare
Localitate situată în zona dintre Râul Șar afluent al Mureșului și Râul Milășelu afluent al râului Lechința, la o distanță de 36 de km de municipiul Târgu Mureș și 34 de km față de municipiul Reghin.

## Vezi și
- Biserica de lemn din Băla